# Décès en 1316
Décès
- 1312
- 1313
- 1314
- 1315
- 1316
- 1317
- 1318
- 1319
- 1320

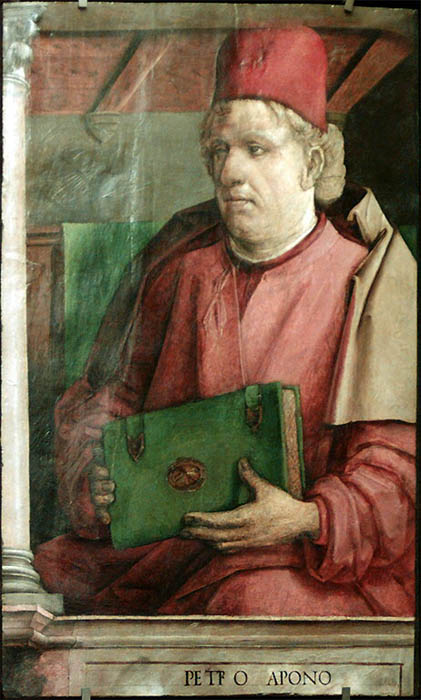
Pietro d'Abano, mort en 1316.

Cette page dresse une liste de personnalités mortes au cours de l'année 1316 :
- 4 janvier : Alâ ud-Dîn Khaljî, sultan de Delhi de la dynastie des Khaljî.
- 18 février : Nicolas II de Mecklembourg-Werle-Güstrow, prince de Werle-Prachim, coprince de Werle-Güstrow et prince de Werle-Prenzlin.
- 2 mars : Marjorie Bruce, ou Marjorie de Brus, noble écossaise.
- 4 mai : Renaud de Bar, 67e évêque de Metz.
- 5 juin : Louis X le Hutin, roi de France.
- 28 ou 29 juin : Henry Woodlock, évêque de Winchester.
- 5 juillet : Ferdinand de Majorque, prince catalan.
- 7 juillet : Guillaume Van den Calstre, 15e abbé de Parc.
- 2 août : Louis de Bourgogne, roi titulaire de Thessalonique, prince d'Achaïe.
- 1er octobre : Jean de Garlande, évêque de Chartres.
- 19 novembre : Jean Ier de France le Posthume, roi de France et de Navarre.
- décembre : Philippe de Marigny, évêque de Cambrai puis archevêque de Sens.
- 16 décembre : Oldjaïtou, il-qan d’Iran[1].
- 22 décembre : Gilles de Rome, théologien et philosophe italien, surnommé Docteur très fondé (doctor fundatissimus) et Prince des théologiens (theologorum Princeps.

- Pietro d'Abano, médecin, philosophe et astrologue italien.
- Michel Cantacuzène, premier epitropos (gouverneur ou procurateur) de la province byzantine de la Morée.
- Jean II d'Oldenbourg, comte d'Oldenbourg.
- Laure de Chabanais, comtesse de Bigorre.
- Olivier de Laye, évêque de Gap.
- Guillaume de Roussillon, seigneur d'Annonay et de Roussillon.
- Malik Kafur, esclave hindou, eunuque devenu le favori et un général du sultan de Delhi Alâ ud-Dîn Khaljî.
- Guo Shoujing, astronome chinois, ingénieur et mathématicien.

date incertaine (vers 1316)
- entre le 17 juillet et octobre : Jean de Charolais, seigneur de Charolais.
- Nicolas de Pologne, ou Nicolas de Montpellier, médecin empirique et frère dominicain.

## Crédit d'auteurs
- Cet article est partiellement ou en totalité issu de l'article intitulé « 1316 » (voir la liste des auteurs).